# Colonizadores da Nova Escócia
Os colonizadores da Nova Escócia, ou colonos de Serra Leoa (também conhecidos como os nova-escoceses ou mais comumente como os colonos) eram afro-americanos que fundaram o assentamento de Freetown, Serra Leoa e a Colônia de Serra Leoa, em 11 de março de 1792. A maioria desses imigrantes negros norte-americanos estava entre os 3.000 afro-americanos, a maioria ex-escravos, que buscaram liberdade e refúgio com os britânicos durante a Guerra Revolucionária Americana, deixando mestres rebeldes. Eles ficaram conhecidos como os Lealistas negros. Os colonizadores da Nova Escócia foram liderados conjuntamente pelo afro-americano Thomas Peters, um ex-soldado e o abolicionista inglês John Clarkson. Durante a maior parte do século XIX, os colonos residiram em Settler Town e permaneceram um grupo étnico distinto dentro do território de Freetown, tendendo a casarem-se entre si e com europeus na colônia. As tribos indígenas da região incluíam os sherbros e mendes.
Os descendentes dos colonos gradualmente se desenvolveram como uma etnia conhecida como o povo crioulo de Serra Leoa. Embora os maroons jamaicanos e outros imigrantes transatlânticos tenham contribuído para o desenvolvimento de Freetown, os 1200 colonos da Nova Escócia foram a maior influência negra ocidental. Os colonos da Nova Escócia têm sido objeto de estudo de muitas ciências sociais, que examinaram como eles trouxeram a "América" para a África, porque eles naturalmente carregavam sua cultura com eles. Eles fundaram a primeira colônia permanente de ex-escravos na África Ocidental, e foram influentes em toda a região.